# David Petraeus
David Howell Petraeus (7 de noviembre de 1952) es un oficial militar retirado y exfuncionario público estadounidense. Trabajó como el Jefe de la Agencia Central de Inteligencia (CIA) desde su nombramiento el 6 de septiembre de 2011 hasta su renuncia el 9 de noviembre de 2012. Antes de asumir la jefatura de la CIA, Petraeus era un General (Cuatro estrellas), condecorado con 37 años de servicio en el Ejército de Estados Unidos. Sus últimas tareas en el ejército fueron las de Comandante de la Fuerza Internacional de Asistencia para la Seguridad (ISAF) y Comandante de las Fuerzas de EE.UU. en Afganistán (USFOR-A) desde el 4 de julio de 2010 hasta el 18 de julio de 2011. Sus otras funciones como general de 4 estrellas fueron las de Comandante del Mando Central de Estados Unidos (USCENTCOM) desde el 13 de octubre de 2008 hasta el 30 de junio de 2010 y Comandante General, Fuerza Multinacional– Irak (MNF-I)  desde el 10 de febrero de 2007, al 10 de septiembre de 2008. Desde esta última posición Petraeus comandó a todas las fuerzas de la coalición en Irak.
Petraeus asistió a la Academia Militar de los Estados Unidos (West Point), graduándose en 1974 como uno de los mejores de su promoción. Junto con el estudiaron Martin Dempsey, Walter L. Sharp y Keith B. Alexander, cadetes que también lograron convertirse en conspicuos generales. Fue el ganador del premio General George C. Marshall del Colegio de Comando y Estado Mayor de EE.UU. en 1983, gracias a sus altas calificaciones. Más tarde realizó una Maestría en Administración Publica en 1985 y en 1987 obtuvo un Doctorado Ph.D. en Relaciones Internacionales de la Escuela Woodrow Wilson para Asuntos Públicos e Internacionales en la Universidad de Princeton. Luego trabajó como profesor asistente de relaciones internacionales en la Academia Militar de los Estados Unidos y también completo un grado asociado en la Universidad de Georgetown.
En el pasado Petraeus afirmó en varias ocasiones no tener aspiraciones políticas. El 23 de junio de 2010, el Presidente Barack Obama eligió a Petraeus como comandante de la Fuerza Internacional de Asistencia para la Seguridad en sustitución del General Stanley McChrystal, una posición a un paso por debajo de su puesto como comandante del Mando Central de Estados Unidos, el cual supervisa las operaciones militares estadounidenses en Afganistán, Pakistán, Asia Central, Península Arábiga y Egipto.
El 30 de junio de 2011, el Senado de EE.UU. lo confirmó como el próximo Jefe de la Agencia Central de Inteligencia en una votación 94–0. Petraeus abandonó el comando de las fuerzas de la coalición en Afganistán el 18 de julio de 2011 y se retiró del Ejército de EE. UU. el 31 de agosto de 2011. El 9 de agosto de 2012, el general Petraeus renunció a su posición como jefe de la CIA debido a una relación extramarital que fue descubierta en el curso de una investigación del FBI.

## Formación militar

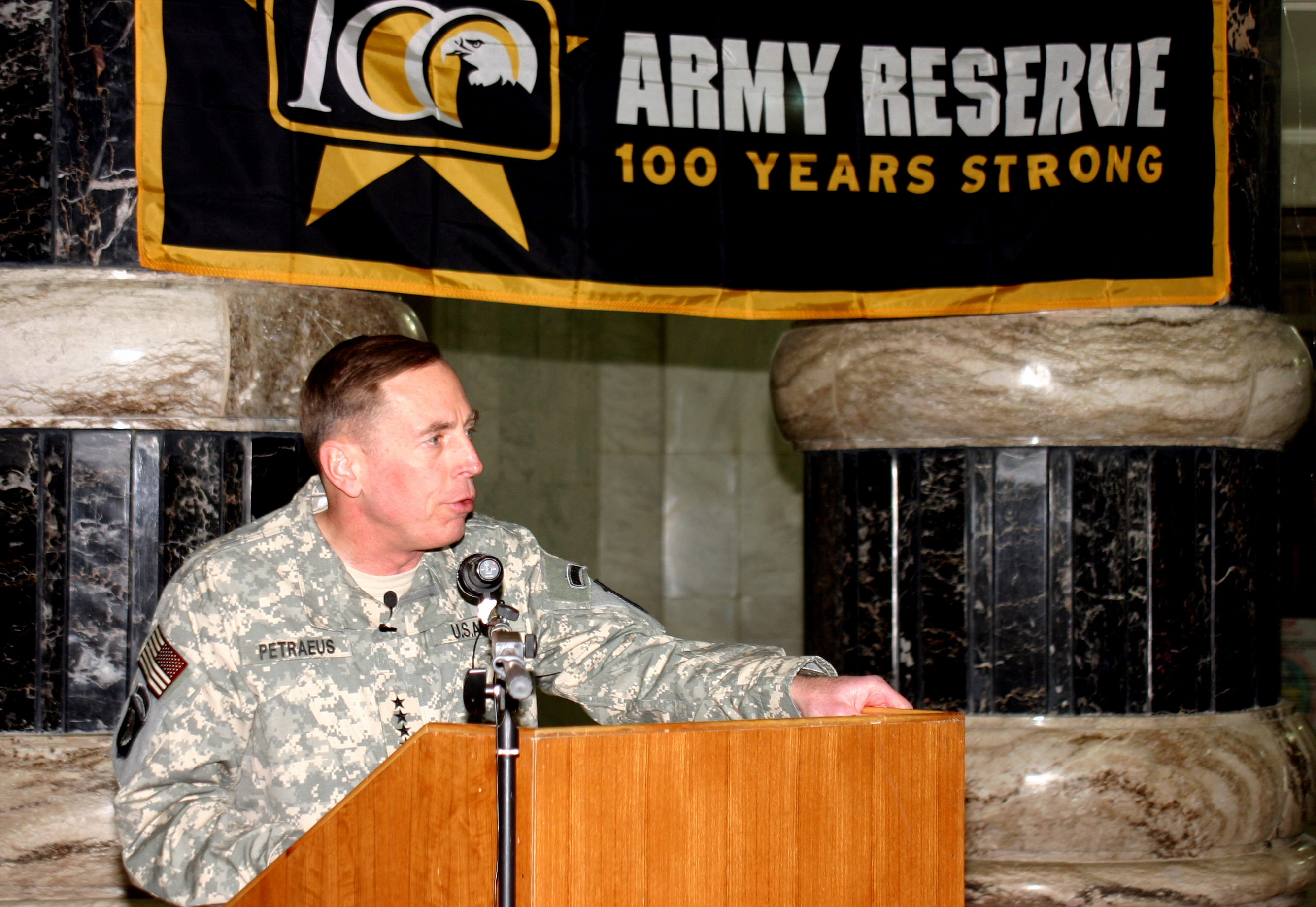
El General David Petraeus dando un discurso de bienvenida a las tropas que se realistan en la fuerza multinacional iraquí

Petraeus se graduó en la academia militar de West Point en 1974. Posteriormente, en 1984, se graduó en la U.S. Army Command and General Staff College, consiguiendo una condecoración por ser uno de los primeros de su curso. Se doctoró además en Relaciones Internacionales por la Universidad de Princeton.

## Influencia política
La revista Time publicó que Petraeus ocupaba el puesto 33 de los 100 líderes más influyentes. Además, el periódico The Daily Telegraph, afirmó que el General era el segundo estadounidense de ideología conservadora con mayor influencia a nivel internacional. Además numerosas publicaciones han conjeturado que Petraeus pueda estar construyéndose una imagen política de cara a una futura candidatura a la presidencia de los EE.UU. , aunque él siempre ha negado tener ningún tipo de ambición al margen de la carrera militar.

## Director de la CIA
El jueves, 28 de abril 2011, el presidente Barack Obama anunció que había nominado a Petraeus para convertirse en el nuevo Director de la Agencia Central de Inteligencia (CIA). El 27 de junio de 2011, el Secretario de Defensa Robert Gates le envió una carta de felicitación, junto con su apreciación por las cuatro décadas de servicio a la nación y su servicio permanente al exdirector de la CIA. Su nominación para convertirse en el próximo Director de la Agencia Central de Inteligencia fue confirmada por el Senado de los Estados Unidos 94-0 el 30 de junio de 2011. Juró su cargo el 6 de septiembre de 2011.
Dimitió el 9 de noviembre de 2012 tras un escándalo por una relación extramatrimonial con su biógrafa Paula Broadwell.